# TJ Klune
TJ Klune, pseudonimo di Travis John Klune (Roseburg, 20 maggio 1982), è uno scrittore statunitense conosciuto per i suoi romanzi fantasy con protagonisti LGBT.

## Biografia
Klune è nato a Roseburg, nell'Oregon. Iniziò a scrivere a otto anni fanfiction sul suo videogioco preferito, Metroid, per poi dedicarsi a poesie e racconti originali con l'incoraggiamento dei suoi insegnanti. Il suo stile di scrittura è stato influenzato da autori quali Stephen King, Wilson Eawls, Patricia Nell Warren, Robert McCammon e Terry Pratchett. È sempre stato aperto sulle sue esperienze di vita sessuali in varie sfere (tra cui asessualità e queerness) e come esse abbiano influenzato le sue storie e lo sviluppo dei suoi personaggi.
Il suo primo libro, Un insolito triangolo (Bear, Otter and the Kid), è stato pubblicato nel 2011. A causa della prevalenza di pseudonimi nella narrativa romantica LGBT, ha adottato lo pseudonimo di TJ Klune; Klune si è reso conto che nella narrativa la presenza di personaggi queer è carente e spesso sono ritratti in modo stereotipato e offensivo. La sua intenzione era quella di scrivere un romanzo che rappresentasse in modo accurato le relazioni queer, affinché risultassero riconoscibili e positive. Amazon ha indicato Un insolito triangolo come uno dei migliori libri LGBTQ+ del 2011.
Nel 2013, Klune ha scritto un romanzo realista magico, Into This River I Drown, durante l'elaborazione della morte di suo padre, consistente in una storia sovrannaturale su dolore e amore in una cittadina. Il libro ha vinto il Lambda Literary Award nel 2014 come miglior romanzo gay. Altri romanzi scritti da Klune includono la serie su lupi mannari Green Creek, la serie di supereroi The Extraordinaries (entrambe con protagonisti queer), il romanzo d'amore contemporaneo How to be a Normal Person e la serie comica fantasy Tales from Verania.
La casa sul mare celeste, il primo romanzo autonomo di Klune, è stato parzialmente ispirato a fatti realmente accaduti negli Anni Sessanta, quando il governo canadese tolse alcuni bambini indigeni dalle loro case per collocarli in famiglie bianche borghesi a loro sconosciute. Notando delle somiglianze tra tali episodi ed eventi che si svolgono attualmente negli Stati Uniti meridionali, Klune sentì il bisogno di scrivere una storia che celebrasse la diversità tra bambini e che mostrasse gli effetti positivi di un ambiente sicuro e solidale in cui i bambini possono essere se stessi.
Klune ha firmato per scrivere altri due romanzi young adult indipendenti e per completare la trilogia di Extraordinaries.

### Vita privata
Nel 2013, Klune si è fidanzato con l'autore Eric Arvin alla GayRomLit Conference di Atlanta, in Georgia. I due si erano incontrati per la prima volta un anno prima alla GayRomLit Conference del 2012 ad Albuquerque, nel Nuovo Messico. Arvin è morto il 12 dicembre 2016, dopo aver sofferto di problemi di salute per anni.

## Premi e accoglienza
Il debutto di Klune nei romanzi young adult con The Extraordinaries è stato elogiato da Kirkus per il buon utilizzo di supereroi e fanfiction; Publisher Weekly ha fatto i complimenti all'autore per la sua rappresentazione positiva di un personaggio adolescente con ADHD.
Il romanzo fantasy di Klune La casa sul mare celeste è diventato un best seller del New York Times ed è stato nominato dal Washington Post come "una delle migliori letture per il benessere del 2020". Publisher Weekly l'ha definito "una fantasia orwelliana stimolante" e Kirkus ha elogiato l'autore per la sua capacità di creare personaggi duraturi. È stato nominato uno dei migliori libri di fantascienza e fantasy di Amazon del 2020.
Klune è stato nominato come uno degli autori M/M preferiti di tutti i tempi sul sito web di recensioni di libri Goodreads del 2017. L'autore sostiene una migliore rappresentazione LGBTQ2+ nei romanzi e ha espresso il desiderio di vedere più personaggi asessuali come lui nei romanzi.

## Opere

### Un insolito triangolo(Seafare)
- Bear, Otter e Kid. The Seafare chronicles. Vol. 1, Triskell Edizioni, 2021 (Bear, Otter and the Kid, 2011)[10]
- La nostra identità. The Seafare chronicles. Vol. 2, Triskell Edizioni, 2022 (Who We Are, 2012)[10]
- L'arte di respirare. The Seafare chronicles. Vol. 3, Triskell Edizioni, 2022 (The Art of Breathing, 2014)[19]
- La lunga strada tortuosa. The Seafare chronicles. Vol. 4, Triskell Edizioni, 2022 (The Long and Winding Road, 2017)[20]

### A prima vista(At First Sight)
- Dimmi che è vero. A prima vista. Vol. 1, Triskell Edizioni, 2020 (Tell Me It’s Real, 2013)[1]
- La drag queen e il re degli homo pomp. A prima vista. Vol. 2, Triskell Edizioni, 2020 (The Queen & the Homo Jock King, 2016)[1]
- Finché non sei arrivato tu. A prima vista. Vol. 3, Triskell Edizioni, 2021 (Until You, 2017)[1]
- Dimmi perché combattiamo. A prima vista. Vol. 4, Triskell Edizioni, 2021 (Why We Fight, 2019)[1]

### Tales from Verania
- The Lightning-Struck Heart, 2015[1]
- A Destiny of Dragons, 2017[1]
- The Consumption of Magic, 2017[1]
- A Wish Upon the Stars, 2018[1]
- Fairytales from Verania (collection), 2021[1]
- The Damning Stone, 2022[21]

### How to Be
- How to Be a Normal Person, 2015[1]
- How to Be a Movie Star, 2019[1]

### Immemorial Year
- Withered + Sere, 2016[1]
- Crisped + Sere, 2016[1]

### Green Creek
- Wolfsong, Mondadori, 2023 (Wolfsong, 2016)[1]
- Ravensong, Mondadori, 2024 (Ravensong, 2018)[1]
- Heartsong, Mondadori, 2025 (Heartsong, 2020)[1]
- Brothersong (2021)[1]

### Cerulean Chronicles
- La casa sul mare celeste, Mondadori, 2021 (The House in the Cerulean Sea, 2020)[1]
- Da qualche parte al di là del mare, Mondadori, 2024 (Somewhere Beyond the Sea, 2024)

### The Extraordinaries
- The Extraordinaries, Mondadori, 2024 (The Extraordinaries, 2020)[1]
- Flash Fire, Mondadori, 2025 (Flash Fire, 2021)[1]
- Heat Wave, 2022[1]

### Romanzi indipendenti
- Burn, 2012[1]
- Into This River I Drown, 2013[10]
- John & Jackie, 2014[1]
- Murmuration, 2016[1]
- Olive Juice, 2017[1]
- Le ossa sotto la pelle, Triskell Edizioni, 2019 (The Bones Beneath My Skin, 2018)[1]
- Sotto la porta dei sussurri, Mondadori, 2022 (Under the Whispering Door, 2021)[22]
- Nella vita dei burattini, Mondadori, 2023 (In the Lives of Puppets, 2023)[23]